# Aydınoğlu Gazi Umur Bey
Aydınoğlu Gazi Umur Bey (... – 1348) fu l'emiro-pirata di Smirne il cui potere spinse la Repubblica di Venezia, i cavalieri Ospitalieri e Papa Clemente VI ad organizzare contro di lui le spedizioni militari note come Crociate di Smirne.